# Leval (Territori de Belfort)
Leval és un municipi francès, es troba al departament del Territori de Belfort i a la regió de Borgonya - Franc Comtat. L'any 1999 tenia 196 habitants.

## Geografia
Se situa a la vora d'un petit riu anomenat La Saint-Nicolas.

## Demografia
| 1962 | 1968 | 1975 | 1982 | 1990 | 1999 |
| ---- | ---- | ---- | ---- | ---- | ---- |
| 185  | 194  | 179  | 186  | 206  | 192  |